# ماینهایم
ماینهایم (به آلمانی: Meinheim) یک شهر در آلمان است که در وایسنبورگ-گونتسنهاوزن واقع شده‌است.